# Роберт Реймсский
Роберт Реймсский, или Роберт Монах (фр. Robert le Moine, 1055—1122) — французский историк, настоятель бенедиктинского аббатства Сен-Реми в Реймсе.
Участвовал в Первом крестовом походе, который и описал в своем сочинении «Historia Iherosolimitana» — «Иерусалимская история» (написано около 1110 года; напечатано в Кёльне около 1471 года, в Базеле в 1533 году, переведено на французский язык и издано в Париже в 1527 году).
Как очевидец, Роберт рассказывает о всех событиях начиная с Клермонского собора и заканчивая победой крестоносцев над египетскими войсками в 1099 году.
В Средневековье сочинение Роберта пользовалось исключительной популярностью. В 1186 году оно переложено было в стихах эльзасским хронистом и поэтом Гюнтером Пэрисским. Сохранилось более 80 рукописных списков текста, что существенно превосходит число других произведений на ту же тему.

## Издания текста
- Robert le Moine. Histoire de la première croisade. Дата обращения: 24 декабря 2016. Параллельный текст на латинском и французском.
- Robert the Monk's History of the First Crusade: Historia Iherosolimitana (англ.). Дата обращения: 24 декабря 2016.
- Фрагмент "Иерусалимской истории" на русском языке. Дата обращения: 24 декабря 2016.